# Iglesia de San Agustín (Connecticut)
La Iglesia de San Agustín o la Parroquia de San Agustín (en inglés: St. Augustine Parish) es una iglesia parroquial católica ubicada en Hartford, Connecticut, Estados Unidos. Además de la iglesia, la parroquia también administra una escuela, St. Augustine School.
La parroquia de San Agustín fue fundada en agosto de 1902 por el Padre Michael Barry quine fue nombrado su primer pastor. En ese momento, un edificio para la iglesia aún no había sido construido hasta que una capilla fue terminada en 1903. La actual iglesia de estilo románico, fue terminada en 1912 y dedicada por el obispo John J. Nilan de la entonces Diócesis de Hartford, en junio de ese año.